# Claire Clairmont

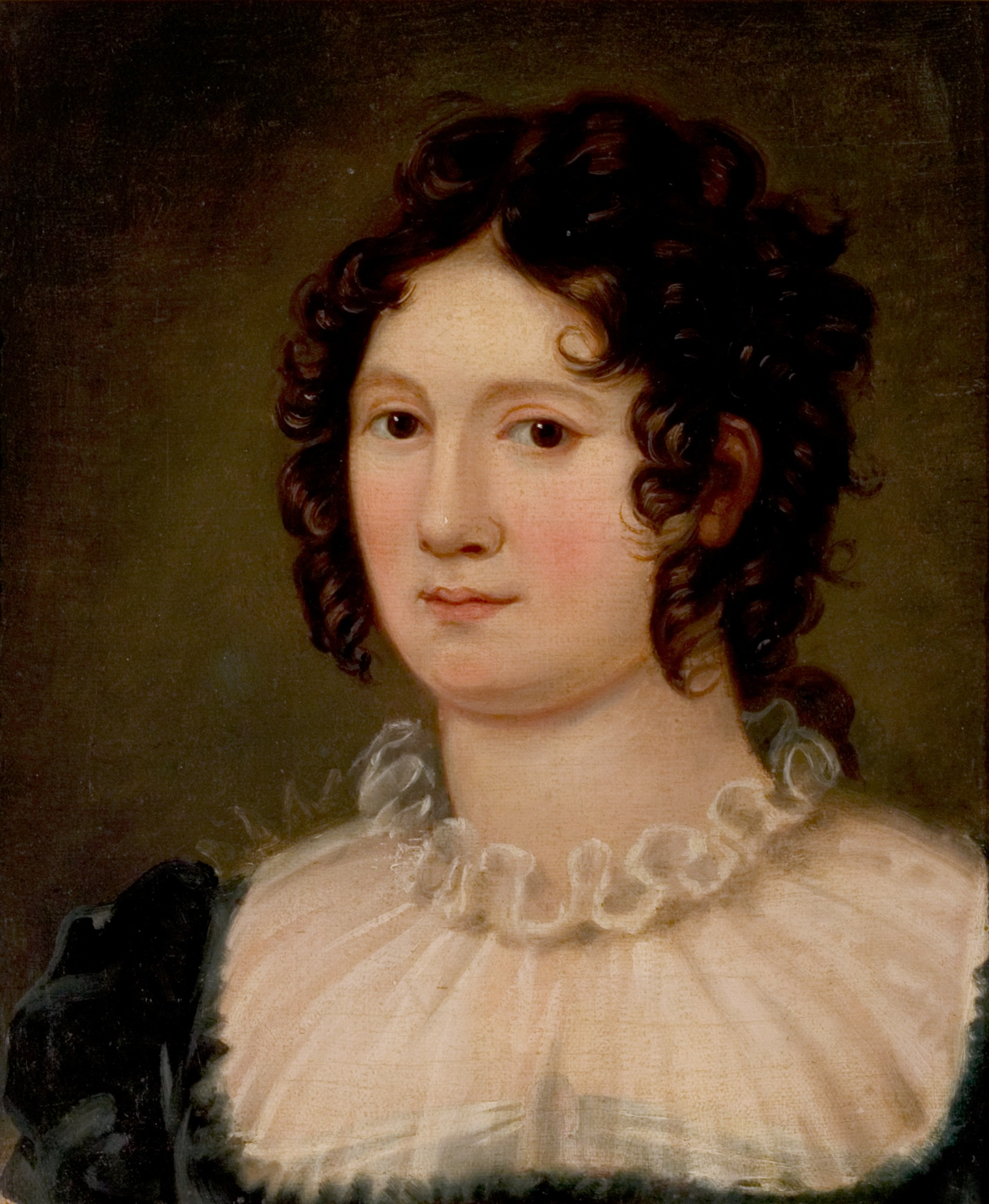
Amelia Curran: Claire Clairmont, Öl auf Leinwand, 1819

Clara Mary Jane Clairmont, besser bekannt als Claire Clairmont (* 27. April 1798 in England; † 19. März 1879 in Florenz) war eine britische Erzieherin und Geliebte des berühmten Dichters Lord Byron sowie Stieftochter des Philosophen William Godwin und Stiefschwester der Schriftstellerin Mary Shelley geborene Godwin.

## Leben

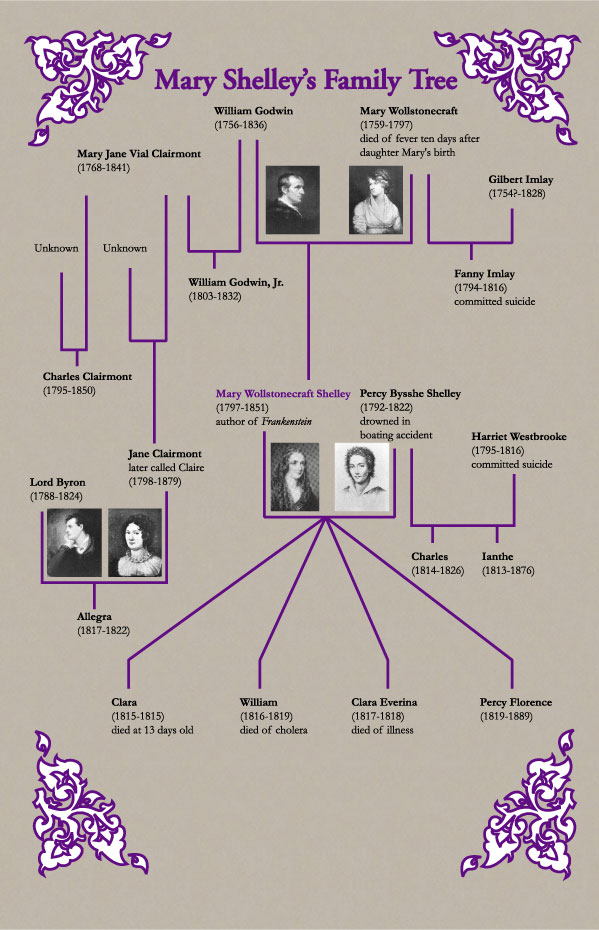
Stammbaum

Clara Mary Jane Clairmont war die uneheliche Tochter der Mary Jane Vial und eines gewissen Charles Clairmont. Mary Jane Vial hatte bereits ein älteres, gleichfalls außereheliches Kind. Um einer gesellschaftlichen Ächtung zu entgehen, gab sie sich als Witwe aus. Ihren Lebensunterhalt verdiente sie mit Übersetzungen aus dem Französischen. Im Dezember 1801 heiratete Mary Jane Clairmont den verwitweten Philosophen und Dichter William Godwin (1756–1836). Die beiden Stiefschwestern, mit denen Claire aufwuchs, waren Fanny Imlay, die Tochter der Mary Wollstonecraft und des US-amerikanischen Spekulanten Gilbert Imlay, sowie Mary Godwin, die Tochter von Mary Wollstonecraft und William Godwin. Die Ehe zwischen William Godwin und Mary Jane Clairmont stieß unter seinen Freunden auf Unverständnis. Mary Jane Clairmont galt als vulgär und unehrlich. Zwei Jahre später wurde der gemeinsame Sohn, William junior (1803–1832), geboren. Die Familie lebte in schwierigen und armen Verhältnissen. William Godwin war ständig überschuldet, da die Einnahmen aus dem Verkauf seiner Bücher nicht ausreichten, um die mittlerweile siebenköpfige Familie zu ernähren.
Im Jahr 1812 nahm der Schriftsteller Percy Bysshe Shelley (1792–1822) Briefkontakt zu dem von ihm verehrten William Godwin auf. 1814 begegnete er im Hause von William Godwin vermutlich das erste Mal Mary Godwin. Obwohl verheiratet und Vater einer kleinen Tochter, verliebte sich der exzentrische und sprunghafte Percy Shelley in Mary Godwin. William Godwin hatte zwar in seinem philosophischen Hauptwerk An Inquiry concerning Political Justice (1792) die Ehe als unsinniges Monopol verdammt. Er hatte in der Zwischenzeit diese radikalen Ansichten jedoch weitgehend aufgegeben.
Auf Percy Shelleys Geständnis, dass zwischen Mary Godwin und ihm eine Liebesbeziehung bestehe, reagierte William Godwin entsprechend heftig. Er versuchte die Beziehung zu unterbinden; Claire Clairmont war eine derjenigen, die Briefe zwischen den beiden transportierte. Am 28. Juli 1814 brannten Percy Shelley und Mary Godwin nach Europa durch; Marys Stiefschwester, die 16-jährige Claire, begleitete sie. Von Paris ging es über die Schweiz nach Deutschland. Schon bald beschlossen sie wegen finanzieller Schwierigkeiten, nach London zurückzukehren. Nach ihrer Rückkehr weigerte sich William Godwin, Kontakt mit seinen beiden Töchtern aufzunehmen. Sie lebten in unterschiedlichen Wohnungen, abwechselnd in London und an der Küste in Bath und hatten immer wieder finanzielle Schwierigkeiten. Die Schwestern verbrachten viel Zeit damit die Werke Goethes, Voltaires, Rousseau, Shakespeares, aber auch die Bücher von William Godwin und Mary Wollstonecraft zu lesen.
Im März und April 1816 begann Claire Clairmont mit offensiven Bemühungen, zunächst durch Briefe an Lord Byron, seine Aufmerksamkeit zu erhalten. Dabei bat sie Byron u. a. um Rat für eine Theaterkarriere und verwies auch auf ihre Beziehung zu Shelley. Sie hatten eine Affaire. Byron sagte allerdings später, dass er Clairmont nie geliebt habe.
Der Tod von Sir Bysshe Shelley, Shelleys Großvater, zu Beginn des Jahres 1816 erleichterte die angespannte finanzielle Lage des Trios etwas. Mary Godwin und Percy Shelley wollten eigentlich nach Italien reisen. Claire Clairmont überredete sie jedoch, zunächst den Genfersee aufzusuchen. Sie wusste, dass Lord Byron dasselbe Reiseziel hatte, und hoffte, die Beziehung wiederbeleben zu können. Den Mai 1816 verbrachten Mary, Percy und Claire so mit Lord Byron und dessen Leibarzt John William Polidori am Genfersee, wo es in Byrons Villa Diodati zu den berühmten Zusammenkünften kam (siehe den Film Gothic, 1987 von Ken Russell), bei denen sich die Anwesenden Geschichten von übernatürlichen Ereignissen erzählten, – u. a. Ausgangspunkt für Mary Shelleys Frankenstein.
Im Juni wurde klar, dass Clairmont schwanger war. Byron erkannte das Kind an, während Shelley die Fürsorge für Claire und das Baby während der Schwangerschaft übernehmen und beide als Teil seines Haushalts betrachten würde. Claire Clairmont brachte am 12. Januar 1817 in Bath eine Tochter zur Welt, Clara Allegra Byron, die zunächst den Namen Alba erhalten hat, aber später auf Byrons Wunsch Allegra Byron genannt wurde.
Im März 1818 verließ Claire Clairmont zusammen mit der Familie Shelley erneut England und reiste nach Italien. Sie blieben zunächst in Mailand. Nun übernahm Byron die Sorge für Allegra und holte sie nach Venedig.  Im März 1821 übergab Lord Byron Allegra Byron zur weiteren Erziehung an die Nonnen des Kapuzinerkloster in Bagnacavallo, wo sie am 19. April 1822 im Alter von fünf Jahren, wahrscheinlich nach einer Typhuserkrankung, starb. Begraben wurde sie in Harrow in England.
Claire Clairmont war mit der Familie Shelley im April 1822 nach San Terenzo, einem kleinen Dorf am Golf von La Spezia, gezogen, wo sie gemeinsam die Villa Magni bewohnten. Dort erfuhr Claire vom Tod ihrer Tochter. Als Percy Shelley im Juli überraschend bei einem Sturm im Golf von La Spezia mit seinem Boot unterging und ertrank, begab sich Claire zunächst mit Mary Shelley und Freunden aus dem Umkreis der Shelleys und Lord Byrons nach Pisa. Hier scheint Edward John Trelawny, einer dieser Freunde, Claire seine Liebe gestanden zu haben, die sie aber nicht erwiderte. Trelawny schrieb ihr in den folgenden Monaten noch leidenschaftliche Briefe.
Claire reiste kurze Zeit später nach Florenz, und anschließend im September allein weiter nach Wien, wo ihr Bruder Charles lebte. Sie konnte jedoch keine Arbeit finden, da ihr Bruder bei der österreichischen Polizei im Verdacht stand, subversive Absichten zu verfolgen.
1823 nahm sie eine Stelle als Gouvernante in St. Petersburg an, zum Entsetzen ihrer Freunde. Trewlany bat sie in mehreren Briefen, zurück nach Florenz zu kommen. Eine Anstellung in Moskau 1824 folgte. Der Tod Byrons im selben Jahr führte auch in Moskau zu größerem Interesse an seiner Person, und einsetzender Klatsch über Claires Verbindung zu Byron, Shelley und den Godwins machte auch sie zu einem Objekt des Interesses. Dadurch wurde ihr Leben in Moskau erheblich schwerer. Sie blieb in Moskau bis 1826 in Armut und weitgehend isoliert.
In den folgenden Jahren arbeitete Claire Clairmont weiterhin als Gouvernante, unter anderem in Berlin, Paris und Dresden.
1844, nach dem Tod von Percy Shelleys Vater, erlaubte ihr eine kleine Erbschaft aus dem Testament Percy Shelleys von 1816, mit der Arbeit aufzuhören. Sie konvertierte zum Katholizismus.
Claire Clairmont hat nie ihre Memoiren geschrieben, aber in Abschnitten in Briefen und Briefmanuskripten an Trelawny finden sich Hinweise auf mögliche Inhalte. Auch die in den 1990er Jahren entdeckten Aufzeichnungen von Edward Silsbee und weiterer Manuskriptfragmente von Claire geben Aufschluss über Claires Sicht auf ihr Leben, als sie in ihren 70ern war. Sie äußert sich dort im Nachhinein sehr kritisch über Shelley und Byron und deren Vorstellungen von freier Liebe.
In den 1870er Jahren ließ Claire Clairmont sich in Florenz nieder, wo sie im Alter von 80 Jahren starb. Ihre sterblichen Überreste wurden neben ihrer Tochter bestattet.
Fiona MacCarthy schreibt über Claire Clairmont:
„Im Laufe der Jahre wurde Claire Clairmont selbst von weiblichen Biographen Byrons als ungehobelt, wenn nicht gar dreist in ihrem Bemühen um ihn (Lord Byron) verunglimpft. (…) Ihre ungewöhnliche intellektuelle Erziehung hatte ihr ein seltenes Maß an Neugierde und Unabhängigkeit verliehen.(…).“

## Gemälde

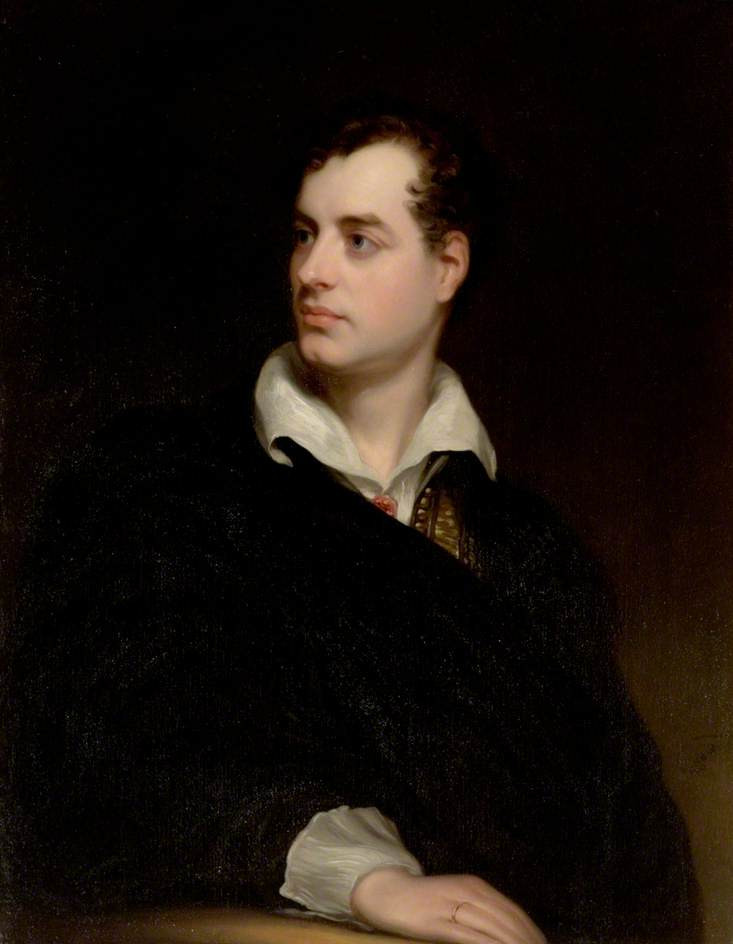
George Noel Gordon Byron, 6. Baron Byron
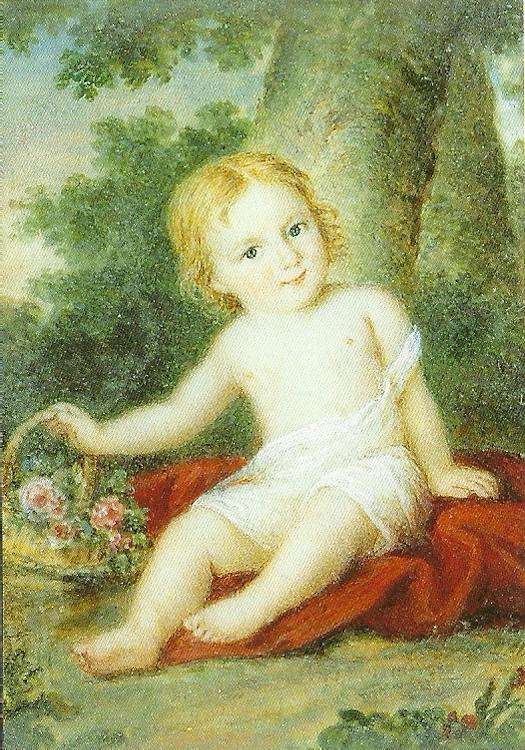
Amelia Curran: Clara Allegra Clairmont-Byron, Öl auf Leinwand, 1819